# Banksia plagiocarpa
Banksia plagiocarpa är en tvåhjärtbladig växtart som beskrevs av Alexander Segger George. Banksia plagiocarpa ingår i släktet Banksia och familjen Proteaceae. Inga underarter finns listade i Catalogue of Life.